# GJ 3470
Désignations
GJ 3470, également nommée Kaewkosin, est une étoile naine rouge située dans la constellation zodiacale du Cancer, distante de ∼ 96 a.l. (∼ 29,4 pc) de la Terre. Autour d'elle orbite la Neptune tiède GJ 3470 b.